# Comuna de Racławice
Racławice (polaco: Gmina Racławice) é uma gminy (comuna) na Polónia, na voivodia de Pequena Polónia e no condado de Miechowski. A sede do condado é a cidade de Racławice.
De acordo com os censos de 2004, a comuna tem 2566 habitantes, com uma densidade 43,4 hab/km².

## Área
Estende-se por uma área de 59,18 km², incluindo:
- área agricola: 77%
- área florestal: 16%

## Demografia
Dados de 30 de Junho 2004:
|                      | Total   | Total | Mulheres | Mulheres | Homens  | Homens |
| -------------------- | ------- | ----- | -------- | -------- | ------- | ------ |
|                      | pessoas | %     | pessoas  | %        | pessoas | %      |
| População            | 2566    | 100   | 1254     | 48,9     | 1312    | 51,1   |
| Densidade (pop./km²) | 43,4    | 100   | 21,2     | 21,2     | 22,2    | 22,2   |

De acordo com dados de 2002, o rendimento médio per capita ascendia a 1343,21 zł.

## Comunas vizinhas
- Działoszyce, Miechów, Pałecznica, Radziemice, Skalbmierz, Słaboszów